# Evžen Tošenovský

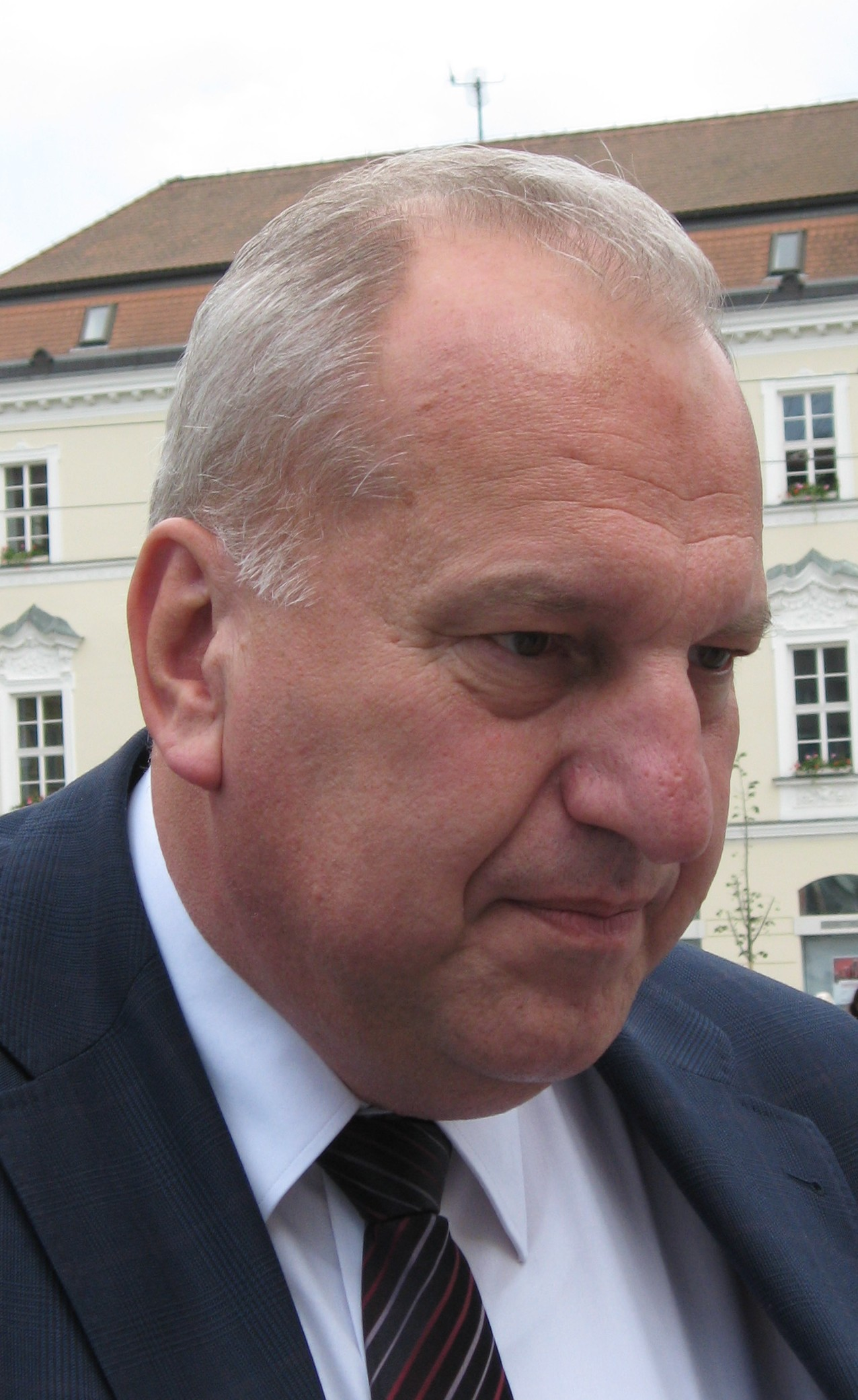
Evžen Tošenovský (2009)

Evžen Tošenovský (* 26. Februar 1956 in Ostrava) ist ein tschechischer Politiker der Občanská demokratická strana (ODS). Er ist seit 2009 Mitglied des Europäischen Parlaments.

## Leben und politische Karriere
Tošenovský begann 1975 als Arbeiter in den Eisenwerken Vítkovice in Ostrava (Ostrau). Nach einem Ingenieurstudium der Systemtechnik an der Bergakademie Ostrava stieg er 1981 zum Mathematiker-Analytiker bei Vítkovice auf. 1991 wechselte er als Mathematiker und Analytiker zu PIKE Electronic.
Seit 1991 Mitglied der liberal-konservativen Demokratischen Bürgerpartei (ODS), war Tošenovský von 1993 bis 2000 Oberbürgermeister der Stadt Ostrava. Zudem war er von 1994 bis 2000 Vorsitzender des Kollegiums der Bürgermeister der Tschechischen Republik und 1999–2000 Vorsitzender des Bundes der Städte und Gemeinden der Tschechischen Republik.
Nach der Neueinteilung der tschechischen Kraje (Verwaltungsregionen) im Jahr 2000 wurde Tošenovský zum ersten Landeshauptmann (hejtman) des Moravskoslezský kraj (Mährisch-Schlesische Region) gewählt. Dieses Amt hatte er bis 2008 inne. Zugleich war er von 2001 bis 2008 Vorsitzender der Vereinigung der Regionen der Tschechischen Republik, von 2002 bis 2008 Mitglied des Europäischen Ausschusses der Regionen und dort 2003–2008 Präsidiumsmitglied.
Tošenovský ist seit 2009 Abgeordneter im Europäischen Parlament. Dort sitzt er in der Fraktion der Europäischen Konservativen und Reformer (EKR). Er ist Mitglied im Ausschuss für Industrie, Forschung und Energie, von 2009 bis 2014 war er dessen stellvertretender Vorsitzender. Seit 2014 ist Tošenovský stellvertretender Parteivorsitzender der ODS.

## Ehrungen
- 2002: Ritter der Ehrenlegion (Frankreich)
- 2005: Großes Goldenes Ehrenzeichen mit dem Stern für Verdienste um die Republik Österreich
- 2005: Offizierskreuz des Verdienstordens der Republik Polen
- 2007: Ehrendoktorwürde der Technischen Universität Ostrava